# Maurice Sarrail
Maurice-Paul-Emmanuel Sarrail (6 de abril de 1856-23 de marzo de 1929) fue un general francés activo durante la Primera Guerra Mundial. Fue un político socialista que estaba relacionado con los católicos, los conservadores y los monárquicos que dominaron el Ejército de Tierra Francés bajo la Tercera República Francesa antes de la guerra, y fue la primera razón por la que estuvo de acuerdo en comandar Salónica.
Sarrail terminó mandando las fuerzas aliadas en Grecia, durante el reinado de Constantino I de Grecia y el mandato del primer ministro Eleftherios Venizelos.

## Primera Guerra Mundial
Sarrail, de ideas republicanas y muy apreciado por los diputados de la izquierda francesa, se distinguió en la defensa de Verdún en el otoño de 1914, operación que coadyuvó a detener el avance alemán en la batalla del Marne. Su gran popularidad hizo que en 1915 se sopesase su candidatura para sustituir a Joseph Joffre al frente de los ejércitos franceses; este había sufrido algunas derrotas y cuyo temperamento dictatorial disgustaba a algunos. La rivalidad entre los dos hizo que Joffre lo relevase del mando el julio de ese año. Para evitar una crisis política dado el prestigio de Sarrail, el Gobierno se apresuró a buscarle otro puesto, al frente de las unidades francesas que iban a participar en la Campaña de los Dardanelos. Aunque Joffre no pudo impedir el nombramiento y la creación del Ejército de Oriente, sí que consiguió escatimarle algunas de las tropas que se le habían prometido.
En septiembre, con las operaciones en los Dardanelos estancadas y la urgente necesidad de sostener a Serbia, atacada por los Imperios centrales, Sarrail aceptó el mando de las fuerzas que debían acudir a Salónica para tratar de auxiliar a los serbios, aunque era pesimista sobre las posibilidades de conseguirlo. En efecto, la operación de socorro fracasó, aunque sirvió para establecer un nuevo frente en torno al puerto griego, el frente macedonio, donde se concentraron varias decenas de miles de soldados franceses y británicos (principalmente evacuados de los Dardanelos) y los restos del Ejército serbio, traído de Corfú.

## Retiro
Con una Francia sobreviviendo a la crisis política y militar de 1917, la asociación de Sarrail con los políticos socialistas Joseph Caillaux y Louis-Jean Malvy, sospechosos por traición por mantener contactos con los alemanes, finalmente sellaron su destino.
Con la llegada del primer ministro de Francia Georges Clemenceau, la despedida de Sarrail fue rápida. Clemenceau y Philippe Petain prefirieron a Louis Franchet d'Espèrey como el sucesor de Sarrail, pero Foch argumentó que Adolphe Guillaumat debería de serlo, a lo que Petain y el primer ministro fueron persuadidos. Clemenceau informó a Sarrail de su despido el 10 de diciembre.
El 11 de diciembre un periódico anunció que Sarrail había contenido grandes dificultades y había realizado grandes servicios. No hubo consecuencias políticas tras su dimisión, y no volvió a formar parte de la guerra.

## Últimos años y muerte
Sarrail se retiró a su hogar en Montauban para escribir sus memorias, que fue publicado tras la finalización de la guerra bajo el título de Mon Commandement en Orient.
Cuando su Cartel des Gauches volvió al poder en la Elección legislativa de Francia de 1924, le encomendaron el mandato francés de Siria como un alto comisionado. Se retiró el 30 de octubre de 1925 después de enviarle a Damasco durante la Gran Revolución Siria.
En noviembre de 1914 se convirtió en Gran Oficial de la Legión de Honor y fue premiado en enero de 1916 con la Gran Cruz de la Legión de Honor. También le entregaron la Médaille militaire en septiembre de 1917.
Falleció el 23 de marzo de 1929 en París, días después que Ferdinand Foch.
Clayton describió a Sarrail como  un competente si no fuera un general destacado.